# Appias phoebe
Espèce
Appias (Appias) phoebe est une espèce de lépidoptères (papillons) de la famille des Pieridae et de la sous-famille des Pierinae.

## Description
Le mâle et la femelle ont un dessus de couleur blanche discrètement bordé de marron principalement à l'apex avec aux antérieures une tache discale marron. Le revers des antérieures est blanc avec un apex jaune et la tache discale marron, celui des postérieures est jaune.

## Écologie et distribution
Appias phoebe est présent aux Philippines.

## Systématique
L'espèce a été décrite par C. Felder et son fils R. Felder, en 1861 sous le nom initial de Pieris phoebe. Le nom complet est Appias (Appias) phoebe.

### Synonymie
- Pieris phoebe C.Felder & R. Felder, 1861 - protonyme

### Taxinomie
Il existe deux sous-espèces :
- Appias (Appias) phoebe phoebe (C. Felder & R. Felder, 1861)
- Appias (Appias) phoebe rowelli (H. Schröder & Treadaway, 1982)[3]

## Appias phoebeet l'Homme

### Protection
Pas de statut de protection particulier.